# Сан Микеле дел Карзо (Горица)
Сан Микеле дел Карзо је насеље у Италији у округу Горица, региону Фурланија-Јулијска крајина.
Према процени из 2011. у насељу је живело 254 становника. Насеље се налази на надморској висини од 199 м.